# Списак споменика културе у Нишавском округу
Следи списак споменика културе у Нишавском округу.
| ИД      | Слика                                                                                    | Назив                                                                                    | Адреса                                                                | Координате                                     | Место                  | Градска општина | Општина       | Надлежни завод |
| ------- | ---------------------------------------------------------------------------------------- | ---------------------------------------------------------------------------------------- | --------------------------------------------------------------------- | ---------------------------------------------- | ---------------------- | --------------- | ------------- | -------------- |
| СК 205  | Средњовековни град Копријан (Курвинград)                                                 | Средњовековни град Копријан (Курвинград)                                                 |                                                                       | 43.221377°N 21.844851°E / 43.221377, 21.844851 | Малошиште              |                 | Дољевац       | НИШ            |
| СК 206  | Црква Светог Јована код Орљана                                                           | Црква Светог Јована код Орљана                                                           |                                                                       | 43.214841°N 21.82423°E / 43.214841, 21.82423   | Орљане                 |                 | Дољевац       | НИШ            |
| СК 218  | Ћеле кула                                                                                | Ћеле кула                                                                                | Булевар др Зорана Ђинђића                                             | 43.311931°N 21.923656°E / 43.311931, 21.923656 | Ниш                    | Медијана        | Ниш           | НИШ            |
| СК 225  | Манастир Липовац                                                                         | Манастир Липовац                                                                         | Липовачки пут                                                         | 43.561502°N 21.834242°E / 43.561502, 21.834242 | Липовац (Алексинац)    |                 | Алексинац     | НИШ            |
| СК 228  | Латинска црква у Горњем Матејевцу                                                        | Латинска црква у Горњем Матејевцу                                                        |                                                                       | 43.370117°N 21.962804°E / 43.370117, 21.962804 | Горњи Матејевац        |                 | Ниш           | НИШ            |
| СК 230  | Манастир Свете Богородице Сићево                                                         | Манастир Свете Богородице Сићево                                                         |                                                                       | 43.329392°N 22.072857°E / 43.329392, 22.072857 | Сићево                 |                 | Ниш           | НИШ            |
| СК 232  | Манастир Св. Роман                                                                       | Манастир Св. Роман                                                                       |                                                                       | 43.623619°N 21.526244°E / 43.623619, 21.526244 | Прасковче              |                 | Ражањ         | НИШ            |
| СК 237  | Црква Св. Тројице у Горњем Адровцу                                                       | Црква Св. Тројице у Горњем Адровцу                                                       |                                                                       | 43.499725°N 21.632806°E / 43.499725, 21.632806 | Горњи Адровац          |                 | Алексинац     | НИШ            |
| СК 238  | Манастир Свете Петке Иверица                                                             | Манастир Свете Петке Иверица                                                             |                                                                       | 43.33672°N 22.130529°E / 43.33672, 22.130529   | Островица (Нишка Бања) |                 | Ниш           | НИШ            |
| СК 240  | Спомен логор „12. фебруар“                                                               | Спомен логор „12. фебруар“                                                               |                                                                       | 43.333517°N 21.88064°E / 43.333517, 21.88064   | Ниш                    |                 | Ниш           | НИШ            |
| СК 289  | Нишка тврђава                                                                            | Нишка тврђава                                                                            |                                                                       | 43.325911°N 21.89532°E / 43.325911, 21.89532   | Ниш                    |                 | Ниш           | НИШ            |
| СК 289  | Барутана у Нишкој тврђави                                                                | Барутана у Нишкој тврђави                                                                |                                                                       | 43.325911°N 21.89532°E / 43.325911, 21.89532   | Ниш                    |                 | Ниш           | НИШ            |
| СК 289  | Византијска улица у Нишкој тврђави                                                       | Византијска улица у Нишкој тврђави                                                       |                                                                       | 43.325911°N 21.89532°E / 43.325911, 21.89532   | Ниш                    |                 | Ниш           | НИШ            |
| СК 289  | Античке терме у Нишкој тврђави                                                           | Античке терме у Нишкој тврђави                                                           |                                                                       | 43.325911°N 21.89532°E / 43.325911, 21.89532   | Ниш                    |                 | Ниш           | НИШ            |
| СК 289  | Античка улица са грађевином под сводовима и базиликом у Нишкој тврђави                   | Античка улица са грађевином под сводовима и базиликом у Нишкој тврђави                   |                                                                       | 43.325911°N 21.89532°E / 43.325911, 21.89532   | Ниш                    |                 | Ниш           | НИШ            |
| СК 290  | Рановизантијска гробница у Јагодин Мали                                                  | Рановизантијска гробница у Јагодин Мали                                                  | Живорада Костића Моравца                                              | 43.329658°N 21.908325°E / 43.329658, 21.908325 | Ниш                    |                 | Ниш           | НИШ            |
| СК 303  | Пошаљи фотографију                                                                       | Црква Св. Николе у Доњем Драговљу                                                        |                                                                       | 43.13862°N 22.117741°E / 43.13862, 22.117741   | Доње Драговље          |                 | Гаџин Хан     | НИШ            |
| СК 304  | Зграда Официрског дома у Нишу                                                            | Зграда Официрског дома у Нишу                                                            | Орловића Павла 28а                                                    | 43.322403°N 21.898331°E / 43.322403, 21.898331 | Ниш                    | Медијана        | Ниш           | НИШ            |
| СК 305  | Стара црква Св. Вазнесења у Великом Крчимиру                                             | Стара црква Св. Вазнесења у Великом Крчимиру                                             |                                                                       | 43.096361°N 22.209032°E / 43.096361, 22.209032 | Велики Крчимир         |                 | Гаџин Хан     | НИШ            |
| СК 308  | Кућа Мишићевих у Нишу                                                                    | Кућа Мишићевих у Нишу                                                                    | између Суда и Гимназије                                               |                                                | Ниш                    | Медијана        | Ниш           | НИШ            |
| СК 309  | Зграда Историјског архива у Нишу                                                         | Зграда Историјског архива у Нишу                                                         | Тврђава бб                                                            | 43.326707°N 21.894238°E / 43.326707, 21.894238 | Ниш                    | Црвени Крст     | Ниш           | НИШ            |
| СК 311  | Зграда Пастеровог завода                                                                 | Зграда Пастеровог завода                                                                 | Булевар др Зорана Ђинђића 50                                          | 43.313297°N 21.92107°E / 43.313297, 21.92107   | Ниш                    | Медијана        | Ниш           | НИШ            |
| СК 329  | Кућа Стамболијских                                                                       | Кућа Стамболијских                                                                       | Николе Пашића 36                                                      | 43.318723°N 21.89413°E / 43.318723, 21.89413   | Ниш                    | Медијана        | Ниш           | НИШ            |
| СК 332  | Кућа у Ул. Димитрија Димитријевића 52 (Епископска 52) у Нишу                             | Кућа у Ул. Димитрија Димитријевића 52 (Епископска 52) у Нишу                             | Димитрија Димитријевића 52                                            | 43.313067°N 21.898482°E / 43.313067, 21.898482 | Ниш                    | Медијана        | Ниш           | НИШ            |
| СК 333  | Зграда Старог начелства - зграда Универзитета у Нишу                                     | Зграда Старог начелства - зграда Универзитета у Нишу                                     | Шуматовачка                                                           | 43.323063°N 21.893879°E / 43.323063, 21.893879 | Ниш                    |                 | Ниш           | НИШ            |
| СК 458  | Зграда Народног позоришта у Нишу                                                         | Зграда Народног позоришта у Нишу                                                         | Синђелићев трг 2                                                      | 43.319975°N 21.899748°E / 43.319975, 21.899748 | Ниш                    | Медијана        | Ниш           | НИШ            |
| СК 466  | Зграда у Ул. Обилићев венац 18 у Нишу                                                    | Зграда у Ул. Обилићев венац 18 у Нишу                                                    | Обилићев венац 18                                                     | 43.316221°N 21.89139°E / 43.316221, 21.89139   | Ниш                    | Медијана        | Ниш           | НИШ            |
| СК 467  | Зграда у Ул. Станка Пауновића 7 (Генерала Милојка Лешјанина 7) у Нишу                    | Зграда у Ул. Станка Пауновића 7 (Генерала Милојка Лешјанина 7) у Нишу                    | Генерала Милојка Лешјанина 7                                          | 43.320713°N 21.893948°E / 43.320713, 21.893948 | Ниш                    | Медијана        | Ниш           | НИШ            |
| СК 468  | Зграда у Ул. Светозара Марковића 14 у Нишу                                               | Зграда у Ул. Светозара Марковића 14 у Нишу                                               | Светозара Марковића 14                                                | 43.319745°N 21.896781°E / 43.319745, 21.896781 | Ниш                    | Медијана        | Ниш           | НИШ            |
| СК 469  | Кућа трговца Милорада Васића у Нишу                                                      | Кућа трговца Милорада Васића у Нишу                                                      | Обреновићева 38                                                       | 43.319222°N 21.894866°E / 43.319222, 21.894866 | Ниш                    | Медијана        | Ниш           | НИШ            |
| СК 589  | Комплекс са црквом Св. Николе у Миљковцу                                                 | Комплекс са црквом Св. Николе у Миљковцу                                                 |                                                                       | 43.439362°N 21.865727°E / 43.439362, 21.865727 | Миљковац (Ниш)         |                 | Ниш           | НИШ            |
| СК 590  | Црква Св. Николе у Манастиру                                                             | Црква Св. Николе у Манастиру                                                             |                                                                       | 43.322266°N 22.061715°E / 43.322266, 22.061715 | Манастир (Нишка Бања)  |                 | Ниш           | НИШ            |
| СК 591  | Црква Св. Арханђела Михаила у Доњем Матејевцу                                            | Црква Св. Арханђела Михаила у Доњем Матејевцу                                            |                                                                       | 43.360992°N 21.950864°E / 43.360992, 21.950864 | Доњи Матејевац         |                 | Ниш           | НИШ            |
| СК 677  | Џамија у Ул. Станка Пауновића (Генерала Милојка Лешјанина)                               | Џамија у Ул. Станка Пауновића (Генерала Милојка Лешјанина)                               | Генерала Милојка Лешјанина                                            | 43.32069°N 21.893654°E / 43.32069, 21.893654   | Ниш                    | Медијана        | Ниш           | НИШ            |
| СК 680  | Пошаљи фотографију                                                                       | Споменик на гробу Атанасија Петровића                                                    |                                                                       |                                                | Ниш                    |                 | Ниш           | НИШ            |
| СК 681  | Споменик на гробу пуковника Милована Недића                                              | Споменик на гробу пуковника Милована Недића                                              |                                                                       |                                                | Ниш                    |                 | Ниш           | НИШ            |
| СК 682  | Споменик ослободиоцима у Нишу                                                            | Споменик ослободиоцима у Нишу                                                            | Трг Краља Милана                                                      | 43.321234°N 21.895634°E / 43.321234, 21.895634 | Ниш                    | Медијана        | Ниш           | НИШ            |
| СК 683  | Гробница са бистом Павла Стојковића                                                      | Гробница са бистом Павла Стојковића                                                      |                                                                       |                                                | Ниш                    | Медијана        | Ниш           | НИШ            |
| СК 684  | Стара кућа у Нишу                                                                        | Стара кућа у Нишу                                                                        | Копитарева 7                                                          | 43.317981°N 21.895424°E / 43.317981, 21.895424 | Ниш                    | Медијана        | Ниш           | НИШ            |
| СК 685  | Зграда са казанџијским радионицама у Нишу                                                | Зграда са казанџијским радионицама у Нишу                                                | Копитарева 9                                                          | 43.317962°N 21.895558°E / 43.317962, 21.895558 | Ниш                    | Медијана        | Ниш           | НИШ            |
| СК 686  | Гробница са спомеником сердару Јолу Пилетићу                                             | Гробница са спомеником сердару Јолу Пилетићу                                             |                                                                       |                                                | Ниш                    |                 | Ниш           | НИШ            |
| СК 687  | Пошаљи фотографију                                                                       | Гробница са спомеником Тодору Станковићу                                                 |                                                                       |                                                | Ниш                    |                 | Ниш           | НИШ            |
| СК 688  | Пошаљи фотографију                                                                       | Споменик на гробу Станка Власотиначког                                                   |                                                                       |                                                | Ниш                    |                 | Ниш           | НИШ            |
| СК 689  | Ратно војно гробље Британског Комонвелта у Нишу                                          | Ратно војно гробље Британског Комонвелта у Нишу                                          | Делијски вис                                                          | 43.307544°N 21.928463°E / 43.307544, 21.928463 | Ниш                    |                 | Ниш           | НИШ            |
| СК 690  | Споменик на гробу Николе Рашића                                                          | Споменик на гробу Николе Рашића                                                          |                                                                       |                                                | Ниш                    |                 | Ниш           | НИШ            |
| СК 691  | Спомен гробница на Синђелићевом тргу                                                     | Спомен гробница на Синђелићевом тргу                                                     | Синђелићев трг                                                        | 43.319261°N 21.899538°E / 43.319261, 21.899538 | Ниш                    |                 | Ниш           | НИШ            |
| СК 692  | Гробница са спомеником Проки Јовкићу                                                     | Гробница са спомеником Проки Јовкићу                                                     |                                                                       |                                                | Ниш                    |                 | Ниш           | НИШ            |
| СК 693  | Спомен костурница учесницима Топличког устанка                                           | Спомен костурница учесницима Топличког устанка                                           |                                                                       | 43.325822°N 21.89507°E / 43.325822, 21.89507   | Ниш                    |                 | Ниш           | НИШ            |
| СК 694  | Стара сеоска кућа Тодора Коцића                                                          | Стара сеоска кућа Тодора Коцића                                                          |                                                                       | 43.292294°N 22.054747°E / 43.292294, 22.054747 | Јелашница (Нишка Бања) |                 | Ниш           | НИШ            |
| СК 698  | Пошаљи фотографију                                                                       | Сврљишки град                                                                            |                                                                       | 43.46541°N 22.099851°E / 43.46541, 22.099851   | Нишевац                |                 | Сврљиг        | НИШ            |
| СК 743  | Саборна црква Св. Тројице у Нишу                                                         | Саборна црква Св. Тројице у Нишу                                                         |                                                                       | 43.315116°N 21.896373°E / 43.315116, 21.896373 | Ниш                    | Медијана        | Ниш           | НИШ            |
| СК 744  | Зграда у Ул. Лоле Рибара 2 (Апелова зграда) у Нишу                                       | Зграда у Ул. Лоле Рибара 2 (Апелова зграда) у Нишу                                       | Лоле Рибара 2                                                         | 43.322945°N 21.8992°E / 43.322945, 21.8992     | Ниш                    | Медијана        | Ниш           | НИШ            |
| СК 745  | Пошаљи фотографију                                                                       | Зграда у Ул. Орловића Павла 12 у Нишу                                                    | Орловића Павла 12                                                     | 43.322399°N 21.898336°E / 43.322399, 21.898336 | Ниш                    | Медијана        | Ниш           | НИШ            |
| СК 746  | Зграда у Ул. I устанка 2 (Хиландарска 2) у Нишу                                          | Зграда у Ул. I устанка 2 (Хиландарска 2) у Нишу                                          | Хиландарска 2                                                         | 43.314379°N 21.894437°E / 43.314379, 21.894437 | Ниш                    | Медијана        | Ниш           | НИШ            |
| СК 747  | Војна болница Ниш                                                                        | Војна болница Ниш                                                                        | Булевар др Зорана Ђинђића                                             | 43.312337°N 21.921392°E / 43.312337, 21.921392 | Ниш                    |                 | Ниш           | НИШ            |
| СК 748  | Група зграда које чине недељиву целину на Тргу Ослобођења (Тргу краља Милана) у Нишу     | Група зграда које чине недељиву целину на Тргу Ослобођења (Тргу краља Милана) у Нишу     | потез од угла са Ул. Генерала Милојка Лешјанина до Кеја Животе Ђошића | 43.321501°N 21.895386°E / 43.321501, 21.895386 | Ниш                    | Медијана        | Ниш           | НИШ            |
| СК 749  | Зграда Општинске конференције ССРН у Нишу                                                | Зграда Општинске конференције ССРН у Нишу                                                | Наде Томић 7                                                          | 43.319421°N 21.896717°E / 43.319421, 21.896717 | Ниш                    | Медијана        | Ниш           | НИШ            |
| СК 750  | Зграда Андона Андоновића у Нишу                                                          | Зграда Андона Андоновића у Нишу                                                          | Обреновићева 41                                                       | 43.326255°N 21.889741°E / 43.326255, 21.889741 | Ниш                    | Медијана        | Ниш           | НИШ            |
| СК 751  | Зграда инжињеријске касарне у Нишу                                                       | Зграда инжињеријске касарне у Нишу                                                       |                                                                       |                                                | Ниш                    |                 | Ниш           | НИШ            |
| СК 775  | Пошаљи фотографију                                                                       | Црква Св. Илије у Нишевцу                                                                |                                                                       | 43.458511°N 22.099725°E / 43.458511, 22.099725 | Нишевац                |                 | Сврљиг        | НИШ            |
| СК 777  | Средњовековни локалитет са остацима цркве Св. Пантелејмона и некрополом                  | Средњовековни локалитет са остацима цркве Св. Пантелејмона и некрополом                  | Косовке девојке                                                       | 43.334121°N 21.90988°E / 43.334121, 21.90988   | Ниш                    |                 | Ниш           | НИШ            |
| СК 836  | Зграда комунистичке општине у Нишу                                                       | Зграда комунистичке општине у Нишу                                                       | Боривоја Гојковића                                                    | 43.317778°N 21.892768°E / 43.317778, 21.892768 | Ниш                    | Медијана        | Ниш           | НИШ            |
| СК 837  | Зграда хотела „Парк“ у Нишу                                                              | Зграда хотела „Парк“ у Нишу                                                              | 7. јула                                                               | 43.32222°N 21.89713°E / 43.32222, 21.89713     | Ниш                    | Медијана        | Ниш           | НИШ            |
| СК 838  | Група зграда које чине недељиву целину у Нишу                                            | Група зграда које чине недељиву целину у Нишу                                            | Обреновићева 12,14, и 16                                              | 43.322758°N 21.89017°E / 43.322758, 21.89017   | Ниш                    | Медијана        | Ниш           | НИШ            |
| СК 839  | Зграда у Ул. М. Тита 22 (Обреновићева 22) у Нишу                                         | Зграда у Ул. М. Тита 22 (Обреновићева 22) у Нишу                                         | Булевар 12. фебруара 22                                               | 43.323461°N 21.890084°E / 43.323461, 21.890084 | Ниш                    | Медијана        | Ниш           | НИШ            |
| СК 840  | Зграда у Ул. М. Тита 28 (Обреновићева 28) у Нишу                                         | Зграда у Ул. М. Тита 28 (Обреновићева 28) у Нишу                                         | Булевар 12. фебруара 28                                               | 43.324335°N 21.890084°E / 43.324335, 21.890084 | Ниш                    | Медијана        | Ниш           | НИШ            |
| СК 841  | Зграда у Ул. М. Тита 30 (Обреновићева 30) у Нишу                                         | Зграда у Ул. М. Тита 30 (Обреновићева 30) у Нишу                                         | Булевар 12. фебруара 30                                               | 43.324928°N 21.890041°E / 43.324928, 21.890041 | Ниш                    | Медијана        | Ниш           | НИШ            |
| СК 842  | Зграда у Ул. М. Тита 32 (Обреновићева 32) у Нишу                                         | Зграда у Ул. М. Тита 32 (Обреновићева 32) у Нишу                                         | Булевар 12. фебруара 32                                               | 43.325388°N 21.890096°E / 43.325388, 21.890096 | Ниш                    | Медијана        | Ниш           | НИШ            |
| СК 843  | Зграда у Ул. М. Тита 67 (Обреновићева 67) у Нишу                                         | Зграда у Ул. М. Тита 67 (Обреновићева 67) у Нишу                                         | Булевар 12. фебруара 67                                               | 43.32876°N 21.887564°E / 43.32876, 21.887564   | Ниш                    | Медијана        | Ниш           | НИШ            |
| СК 844  | Зграда Црвеног крста у Нишу                                                              | Зграда Црвеног крста у Нишу                                                              | Обреновићева 73                                                       | 43.330719°N 21.886779°E / 43.330719, 21.886779 | Ниш                    | Медијана        | Ниш           | НИШ            |
| СК 845  | Зграда у Ул. М. Тита 122 (Обреновићева 122) у Нишу                                       | Зграда у Ул. М. Тита 122 (Обреновићева 122) у Нишу                                       | Булевар 12. фебруара 122                                              | 43.341098°N 21.872102°E / 43.341098, 21.872102 | Ниш                    | Медијана        | Ниш           | НИШ            |
| СК 846  | Зграда Основне школе „Љупче Николић“ у Алексинцу                                         | Зграда Основне школе „Љупче Николић“ у Алексинцу                                         | Тихомира Ђорђевића 10                                                 | 43.542502°N 21.70716°E / 43.542502, 21.70716   | Алексинац              |                 | Алексинац     | НИШ            |
| СК 847  | Црква Св. Николе у Алексинцу                                                             | Црква Св. Николе у Алексинцу                                                             | Ул. Леле Поповић                                                      | 43.542529°N 21.707798°E / 43.542529, 21.707798 | Алексинац              |                 | Алексинац     | НИШ            |
| СК 848  | Зграда Учитељске школе - зграда Суда у Алексинцу                                         | Зграда Учитељске школе - зграда Суда у Алексинцу                                         | Аце Милојевића 2                                                      | 43.542576°N 21.708613°E / 43.542576, 21.708613 | Алексинац              |                 | Алексинац     | НИШ            |
| СК 849  | Зграда Мушке основне школе - Центар за образовање при Радничком универзитету у Алексинцу | Зграда Мушке основне школе - Центар за образовање при Радничком универзитету у Алексинцу |                                                                       |                                                | Алексинац              |                 | Алексинац     | НИШ            |
| СК 850  | Зграда Завичајног музеја у Алексинцу                                                     | Зграда Завичајног музеја у Алексинцу                                                     | Момчила Поповића 20                                                   | 43.540678°N 21.709745°E / 43.540678, 21.709745 | Алексинац              |                 | Алексинац     | НИШ            |
| СК 851  | Грађанска кућа у Ул. Момчила Поповића 7 у Алексинцу                                      | Грађанска кућа у Ул. Момчила Поповића 7 у Алексинцу                                      | Момчила Поповића 7                                                    | 43.540888°N 21.710968°E / 43.540888, 21.710968 | Алексинац              |                 | Алексинац     | НИШ            |
| СК 852  | Грађанска кућа у Ул. Момчила Поповића 13 у Алексинцу                                     | Грађанска кућа у Ул. Момчила Поповића 13 у Алексинцу                                     | Момчила Поповића 13                                                   | 43.540756°N 21.710184°E / 43.540756, 21.710184 | Алексинац              |                 | Алексинац     | НИШ            |
| СК 853  | Грађанска кућа у Ул. Др Тихомира Ђорђевића 16 у Алексинцу                                | Грађанска кућа у Ул. Др Тихомира Ђорђевића 16 у Алексинцу                                | Др Тихомира Ђорђевића 16                                              | 43.542296°N 21.709122°E / 43.542296, 21.709122 | Алексинац              |                 | Алексинац     | НИШ            |
| СК 854  | Грађанска кућа у Ул. Тихомира Ђорђевића 24 у Алексинцу                                   | Грађанска кућа у Ул. Тихомира Ђорђевића 24 у Алексинцу                                   | Тихомира Ђорђевића 24                                                 | 43.542335°N 21.706333°E / 43.542335, 21.706333 | Алексинац              |                 | Алексинац     | НИШ            |
| СК 855  | Градска вила у Ул. Косовској 28 у Алексинцу                                              | Градска вила у Ул. Косовској 28 у Алексинцу                                              | Косовска 28                                                           | 43.54305°N 21.705539°E / 43.54305, 21.705539   | Алексинац              |                 | Алексинац     | НИШ            |
| СК 856  | Пошаљи фотографију                                                                       | Грађанска кућа у Ул. Драгчета Миловановића 34 у Алексинцу                                | Драгчета Миловановића 34                                              | 43.538609°N 21.704166°E / 43.538609, 21.704166 | Алексинац              |                 | Алексинац     | НИШ            |
| СК 857  | Гробљанска капела Др Стевана Димитријевића у Алексинцу                                   | Гробљанска капела Др Стевана Димитријевића у Алексинцу                                   | Алексиначко гробље                                                    |                                                | Алексинац              |                 | Алексинац     | НИШ            |
| СК 858  | Кућа Поповића у Нишу                                                                     | Кућа Поповића у Нишу                                                                     | Учитеља Тасе 17                                                       | 43.315881°N 21.897091°E / 43.315881, 21.897091 | Ниш                    | Медијана        | Ниш           | НИШ            |
| СК 859  | Зграда Председништва СО Ниш                                                              | Зграда Председништва СО Ниш                                                              | 7. јула 2                                                             | 43.321997°N 21.896314°E / 43.321997, 21.896314 | Ниш                    | Медијана        | Ниш           | НИШ            |
| СК 860  | Црква Светих арханђела Михаила и Гаврила у Нишу                                          | Црква Светих арханђела Михаила и Гаврила у Нишу                                          | Пријездина 7                                                          | 43.314683°N 21.895751°E / 43.314683, 21.895751 | Ниш                    | Медијана        | Ниш           | НИШ            |
| СК 861  | Средњовековно утврђење „Железник“                                                        | Средњовековно утврђење „Железник“                                                        |                                                                       | 43.435346°N 21.867293°E / 43.435346, 21.867293 | Миљковац (Ниш)         |                 | Ниш           | НИШ            |
| СК 867  | Зграда у Ул. Светозара Марковића 40 у Нишу                                               | Зграда у Ул. Светозара Марковића 40 у Нишу                                               | Светозара Марковића 40                                                | 43.319538°N 21.892237°E / 43.319538, 21.892237 | Ниш                    |                 | Ниш           | НИШ            |
| СК 868  | Зграда у Ул. Југ Богдановој 3 у Нишу                                                     | Зграда у Ул. Југ Богдановој 3 у Нишу                                                     | Југ Богданова 3                                                       | 43.316272°N 21.891385°E / 43.316272, 21.891385 | Ниш                    |                 | Ниш           | НИШ            |
| СК 869  | Пошаљи фотографију                                                                       | Зграда на Кеју 29. децембра 10-12 у Нишу                                                 | Кеј 29. децембра 10-12                                                | 43.325092°N 21.900074°E / 43.325092, 21.900074 | Ниш                    |                 | Ниш           | НИШ            |
| СК 911  | Зграда у Ул. Наде Томић 21 у Нишу                                                        | Зграда у Ул. Наде Томић 21 у Нишу                                                        | Наде Томић 21                                                         | 43.319214°N 21.896835°E / 43.319214, 21.896835 | Ниш                    | Медијана        | Ниш           | НИШ            |
| СК 1009 | Пошаљи фотографију                                                                       | Зграда бившег затвора специјалне полиције у Нишу                                         | Октобарске револуције 13                                              |                                                | Ниш                    |                 | Ниш           | НИШ            |
| СК 1010 | Стара кућа зв. „Турска амбасада“ у Нишу                                                  | Стара кућа зв. „Турска амбасада“ у Нишу                                                  | Петра Вучинића 16                                                     | 43.318438°N 21.888397°E / 43.318438, 21.888397 | Ниш                    |                 | Ниш           | НИШ            |
| СК 1011 | Старо нишко гробље                                                                       | Старо нишко гробље                                                                       |                                                                       | 43.310674°N 21.890601°E / 43.310674, 21.890601 | Ниш                    |                 | Ниш           | НИШ            |
| СК 1012 | Пошаљи фотографију                                                                       | Византијска гробница код Јагодинмалског моста                                            |                                                                       |                                                | Ниш                    |                 | Ниш           | НИШ            |
| СК 1057 | Зграда у Ул. Пријездина 5 у Нишу                                                         | Зграда у Ул. Пријездина 5 у Нишу                                                         | Пријездина 5                                                          | 43.314894°N 21.895166°E / 43.314894, 21.895166 | Ниш                    | Медијана        | Ниш           | НИШ            |
| СК 1058 | Зграда у Ул. Станка Пауновића 36 (Генерала Милојка Лешјанина 36) у Нишу                  | Зграда у Ул. Станка Пауновића 36 (Генерала Милојка Лешјанина 36) у Нишу                  | Генерала Милојка Лешјанина 36                                         | 43.320584°N 21.89309°E / 43.320584, 21.89309   | Ниш                    | Медијана        | Ниш           | НИШ            |
| СК 1059 | Зграда Уметничке колоније у Сићеву                                                       | Зграда Уметничке колоније у Сићеву                                                       |                                                                       | 43.339599°N 22.086885°E / 43.339599, 22.086885 | Сићево                 |                 | Ниш           | НИШ            |
| СК 1061 | Зграда у Ул. Станка Пауновића 39 (Генерала Милојка Лешјанина 39) у Нишу                  | Зграда у Ул. Станка Пауновића 39 (Генерала Милојка Лешјанина 39) у Нишу                  | Генерала Милојка Лешјанина 39                                         | 43.320584°N 21.89309°E / 43.320584, 21.89309   | Ниш                    | Медијана        | Ниш           | НИШ            |
| СК 1911 | Црква Св. Петке код Доњег Матејевца                                                      | Црква Св. Петке код Доњег Матејевца                                                      |                                                                       | 43.366249°N 21.945294°E / 43.366249, 21.945294 | Доњи Матејевац         |                 | Ниш           | НИШ            |
| СК 1912 | Манастир Св. Јована Крститеља код Доњег Матејевца                                        | Манастир Св. Јована Крститеља код Доњег Матејевца                                        |                                                                       | 43.378134°N 21.968916°E / 43.378134, 21.968916 | Доњи Матејевац         |                 | Ниш           | НИШ            |
| СК 1914 | Пошаљи фотографију                                                                       | Црква Успења Св. Богородице у Гркињи                                                     |                                                                       | 43.205989°N 21.997009°E / 43.205989, 21.997009 | Гркиња                 |                 | Гаџин Хан     | НИШ            |
| СК 1915 | Зграда Хранта Мумџијана                                                                  | Зграда Хранта Мумџијана                                                                  | Кеј Мике Палигорића 18                                                | 43.321767°N 21.890482°E / 43.321767, 21.890482 | Ниш                    |                 | Ниш           | НИШ            |
| СК 1916 | Старо купатило са базенима 3 и 4 у Нишкој Бањи                                           | Старо купатило са базенима 3 и 4 у Нишкој Бањи                                           |                                                                       | 43.292888°N 22.007266°E / 43.292888, 22.007266 | Нишка Бања             |                 | Нишка Бања    | НИШ            |
| СК 1917 | Зграда Поште 1 у Нишу                                                                    | Зграда Поште 1 у Нишу                                                                    | Вожда Карађорђа 1                                                     | 43.320893°N 21.898336°E / 43.320893, 21.898336 | Ниш                    |                 | Ниш           | НИШ            |
| СК 1918 | Зграда Радио станице у Нишу                                                              | Зграда Радио станице у Нишу                                                              | Лоле Рибара 7                                                         |                                                | Ниш                    |                 | Ниш           | НИШ            |
| СК 1919 | Зграда трговца Тодора Цекића                                                             | Зграда трговца Тодора Цекића                                                             | Боривоја Гојковића 7                                                  | 43.317919°N 21.892789°E / 43.317919, 21.892789 | Ниш                    |                 | Ниш           | НИШ            |
| СК 1920 | Пошаљи фотографију                                                                       | Кућа „Моравка“ у Ражњу                                                                   | Страхиње Симоновића 4                                                 | 43.674468°N 21.547997°E / 43.674468, 21.547997 | Ражањ (место)          |                 | Општина Ражањ | НИШ            |
| СК 1921 | Кућа Саве Јеремића у Послону                                                             | Кућа Саве Јеремића у Послону                                                             |                                                                       | 43.651137°N 21.535625°E / 43.651137, 21.535625 | Послон                 |                 | Ражањ         | НИШ            |
| СК 1922 | Зграда Среског начелства у Нишу                                                          | Зграда Среског начелства у Нишу                                                          | Вожда Карађорђа 23                                                    | 43.320658°N 21.901019°E / 43.320658, 21.901019 | Ниш                    | Медијана        | Ниш           | НИШ            |
| СК 1930 | Пошаљи фотографију                                                                       | Зграда са апотеком у Сврљигу                                                             |                                                                       |                                                | Сврљиг                 |                 | Сврљиг        | НИШ            |
| СК 1931 | Зграда Учитељског дома у Нишу                                                            | Зграда Учитељског дома у Нишу                                                            |                                                                       | 43.319597°N 21.899795°E / 43.319597, 21.899795 | Ниш                    | Медијана        | Ниш           | НИШ            |
| СК 1932 | Зграда Симфонијског оркестра у Нишу                                                      | Зграда Симфонијског оркестра у Нишу                                                      | Генерала Милојка Лешјанина 16                                         | 43.320643°N 21.893261°E / 43.320643, 21.893261 | Ниш                    | Медијана        | Ниш           | НИШ            |
| СК 1934 | Зграда Гимназије „Стеван Сремац“ у Нишу                                                  | Зграда Гимназије „Стеван Сремац“ у Нишу                                                  | Вожда Карађорђа 27                                                    | 43.32051°N 21.902381°E / 43.32051, 21.902381   | Ниш                    | Медијана        | Ниш           | НИШ            |
| СК 1937 | Зграда Прве јавне библиотеке у Нишу                                                      | Зграда Прве јавне библиотеке у Нишу                                                      | угао улица Јеронимове и Орловића Павла                                | 43.318036°N 21.892864°E / 43.318036, 21.892864 | Ниш                    | Медијана        | Ниш           | НИШ            |
| СК 2053 | Пошаљи фотографију                                                                       | Рашиначки манастир Св. Арханђела                                                         |                                                                       | 43.47793°N 21.966709°E / 43.47793, 21.966709   | Попшица                |                 | Сврљиг        | НИШ            |
| СК 2055 | Стара хидроелектрана „Св. Петка“ у Островици                                             | Стара хидроелектрана „Св. Петка“ у Островици                                             |                                                                       | 43.33679°N 22.13071°E / 43.33679, 22.13071     | Островица (Нишка Бања) |                 | Ниш           | НИШ            |
| СК 2056 | Црква Св. Николе у Нишу                                                                  | Црква Св. Николе у Нишу                                                                  | Мокрањчева 1                                                          | 43.311455°N 21.902252°E / 43.311455, 21.902252 | Ниш                    |                 | Ниш           | НИШ            |
| СК 2059 | Црква Св. Пророка Илије у Ражњу                                                          | Црква Св. Пророка Илије у Ражњу                                                          |                                                                       | 43.673529°N 21.548039°E / 43.673529, 21.548039 | Ражањ (место)          |                 | Општина Ражањ | НИШ            |
| СК 2060 | Пошаљи фотографију                                                                       | Црква Св. Илије у Јагличју                                                               |                                                                       | 43.218422°N 22.079986°E / 43.218422, 22.079986 | Јагличје               |                 | Гаџин Хан     | НИШ            |
| СК 2062 | Црква Св. Николе у Каменици                                                              | Црква Св. Николе у Каменици                                                              |                                                                       | 43.376013°N 21.94109°E / 43.376013, 21.94109   | Каменица (Ниш)         |                 | Ниш           | НИШ            |
| СК 2063 | Вила апотекара Величковића у Нишкој Бањи                                                 | Вила апотекара Величковића у Нишкој Бањи                                                 |                                                                       | 43.294301°N 22.007094°E / 43.294301, 22.007094 | Нишка Бања             |                 | Нишка Бања    | НИШ            |
| СК 2065 | Зграда на Тргу Павла Стојковића бр. 10-10а у Нишу                                        | Зграда на Тргу Павла Стојковића бр. 10-10а у Нишу                                        | Трг Павла Стојковића 10-10а                                           | 43.317083°N 21.892392°E / 43.317083, 21.892392 | Ниш                    | Медијана        | Ниш           | НИШ            |
| СК 2083 | Зграда Народног музеја у Нишу                                                            | Зграда Народног музеја у Нишу                                                            | Генерала Милојка Лешјанина 14                                         | 43.320217°N 21.891068°E / 43.320217, 21.891068 | Ниш                    | Медијана        | Ниш           | НИШ            |
| СК 2084 | Зграда на Тргу Павла Стојковића бр. 6 у Нишу                                             | Зграда на Тргу Павла Стојковића бр. 6 у Нишу                                             | Трг Павла Стојковића 6                                                | 43.317228°N 21.892972°E / 43.317228, 21.892972 | Ниш                    | Медијана        | Ниш           | НИШ            |
| СК 2085 | Зграда на Тргу Павла Стојковића бр. 12 у Нишу                                            | Зграда на Тргу Павла Стојковића бр. 12 у Нишу                                            | Трг Павла Стојковића 12                                               | 43.317228°N 21.892972°E / 43.317228, 21.892972 | Ниш                    | Медијана        | Ниш           | НИШ            |
| СК 2086 | Зграда у ул. Обилићев венац бр. 20 у Нишу                                                | Зграда у ул. Обилићев венац бр. 20 у Нишу                                                | Обилићев венац 20                                                     | 43.316065°N 21.890693°E / 43.316065, 21.890693 | Ниш                    | Медијана        | Ниш           | НИШ            |
| СК 2094 | Породична кућа Бранка Миљковића у Нишу                                                   | Породична кућа Бранка Миљковића у Нишу                                                   | Љубе Дидића 9                                                         | 43.313625°N 21.912078°E / 43.313625, 21.912078 | Ниш                    |                 | Ниш           | НИШ            |
| СК 2189 | Пошаљи фотографију                                                                       | Кућа у којој је живео и радио народни херој Миленко Хаџић у Сврљигу                      |                                                                       |                                                | Сврљиг                 |                 | Сврљиг        | НИШ            |
| СК 2190 | Пошаљи фотографију                                                                       | Гроб са спомеником народног хероја др. Миленка Хаџића на гробљу у Сврљигу                |                                                                       |                                                | Сврљиг                 |                 | Сврљиг        | НИШ            |
| СК 2191 | Пошаљи фотографију                                                                       | Гугулова воденица у селу Нишевцу                                                         |                                                                       |                                                | Нишевац                |                 | Сврљиг        | НИШ            |
| СК 2192 | Пошаљи фотографију                                                                       | Грнчарска воденица у Сврљигу                                                             |                                                                       |                                                | Сврљиг                 |                 | Сврљиг        | НИШ            |
| СК 2280 | Хидроелектрана „Сићево“ у селу Сићево код Ниша                                           | Хидроелектрана „Сићево“ у селу Сићево код Ниша                                           |                                                                       | 43.334965°N 22.088905°E / 43.334965, 22.088905 | Сићево                 | Нишка Бања      | Ниш           | НИШ            |